# ون تیلور
نیکلاس ون کامپن تیلور (زاده ۱ اوت ۱۹۷۲)، معروف به ون تیلور،بازرگان آمریکایی و سیاستمدار جمهوری‌خواه اهل پلینو، تگزاس است. او نماینده ایالات متحده برای بخش سوم کنگره تگزاس است.
این منطقه شامل بخش عمده ای از شهرستان کالین، یک شهرستان حومهٔ شمال دالاس است. یکی از کهنه سربازان جنگ عراق است. او از سال ۲۰۱۵ تا ۲۰۱۹ نماینده منطقه ۸ در سنای تگزاس بود. او همچنین پیش از این در مجلس نمایندگان تگزاس برای منطقه ۶۶ در جنوب غربی شهرستان کالین خدمت کرده بود. در ۲ مارس ۲۰۲۲ تیلور به یک ماجرای خارج از ازدواج اعتراف کرد و اعلام کرد که کمپین انتخاب مجدد خود را به حالت تعلیق در خواهد آورد و در پایان «صد و هفت و مین کنگره» بازنشسته خواهد شد.

## مواضع سیاسی
تیلور از متحدان عمده جنبش تی پارتی محسوب می‌شود. او توسط حزب تی پارتی شمال تگزاس برای مبارزات انتخاباتی خود در سال ۲۰۱۴ برای سنا تگزاس، منطقه ۸ تأیید شد.
در سال ۲۰۱۷ تیلور قوانینی را برای ایجاد یک رجیستری از افرادی که از اشتغال در یک مرکز آموزشی منع شده‌اند، معرفی کرد. این اقدام، در صورت اتخاذ و تصویب، مانع از آن می‌شد که هر کارمند مدرسه ای، نه فقط اداره و دانشکده، در صورتی که مشخص شود فرد با یک دانش آموز رابطه نادرستی داشته‌است، در یک مدرسه کار کند.

### سیاست خارجی
تیلور در میان ۱۲۹ جمهوریخواه برای مخالفت با خروج رئیس‌جمهور دونالد ترامپ از سوریه بود.